# Halabhavi, Belgaum
Halabhavi là một làng thuộc tehsil Belgaum, huyện Belgaum, bang Karnataka, Ấn Độ.